# Stoke-sub-Hamdon
Stoke-sub-Hamdon è una cittadina di 1.068 abitanti della contea del Somerset, in Inghilterra.